# Sylvia McNair
Sylvia McNair (ur. 23 czerwca 1956 w Mansfield w stanie Ohio) – amerykańska śpiewaczka operowa, sopran.

## Życiorys
W latach 1973–1978 studiowała u Margarity Evans w Wheaton College, uzyskując stopień Bachelor of Arts. Następnie studiowała u Virginii MacWatters (1978–1980), Johna Wustmana (1978–1982) i Virginii Zeani (1980–1982) na Uniwersytecie Indiany w Bloomington, gdzie w 1982 roku uzyskała stopień Master of Arts. Zadebiutowała w 1980 roku w Indianapolis w Mesjaszu G.F. Händla. Jej pierwszą rolą operową była Sandrina w L’infedeltà delusa Josepha Haydna na Mostly Mozart Festival w Nowym Jorku w 1982 roku. W 1984 roku wystąpiła na festiwalu w Schwetzingen w roli tytułowej w prapremierowym przedstawieniu opery Ophelia Rudolfa Kelterborna. W kolejnych latach śpiewała w Deutsche Oper Berlin, Operze Wiedeńskiej, Covent Garden Theatre w Londynie, Metropolitan Opera w Nowym Jorku oraz na festiwalach w Glyndebourne i Salzburgu.
Wykonywała różnorodny repertuar, począwszy od muzyki barokowej, po dzieła współczesne. Do jej popisowych ról należała Anna Trulove w The Rake’s Progress Igora Strawinskiego. André Previn zadedykował jej swoją kompozycję Four Songs z 1994 roku. Dokonała licznych nagrań płytowych dla wytwórni Philips Records.